# Drapeau du Nouveau-Mexique
Le drapeau du Nouveau-Mexique est le drapeau officiel de l'État américain du Nouveau-Mexique.
Le drapeau est constitué du symbole rouge du soleil Zia sur fond jaune. Les couleurs honorent Isabelle Ire de Castille et ses conquistadors qui explorèrent en son nom. En effet la croix rouge et le jaune du drapeau ont été employés par les conquistadors, ces symboles représentaient le drapeau militaire de l'Espagne pendant ces années.
Selon un sondage tenu en 2001 par la North American Vexillological Association (NAVA), le drapeau du Nouveau-Mexique est la meilleure conception de tous les drapeaux d'État des États-Unis et des provinces du Canada.

## Histoire

### Premier drapeau (non officiel)
Pendant les 14 premières années de l'indépendance du Nouveau-Mexique, l'État n'avait pas de drapeau officiel. Pendant l'Exposition universelle de 1915, où la foire comportait un hall dans lequel ont été exposés tous les drapeaux d'État. Comme le Nouveau-Mexique n'avait pas de drapeau officiel, un drapeau officieux a été montré, se composant du drapeau des États-Unis dans le coin supérieur gauche avec le nom « Nouveau-Mexique » et le nombre 47 qui symbolise que le Nouveau-Mexique est le 47e État à intégrer les États-Unis d'Amérique le tout en lettres argentées dans le centre du drapeau, et le Sceau du Nouveau-Mexique en bas dans le coin de droite.
Quelques références historiques (incluant 'Cram's Unrivaled Atlas of the World') montre également les mots « The Sunshine State » ; enroulé autour du sceau dans le coin inférieur.

Drapeau non officiel du Nouveau-Mexique de 1912 à 1925.

### Drapeau actuel

Drapeau de l'Empire espagnol pendant le règne de Philippe II d'Espagne (1556-1598) ; la Croix de saint André a servi comme drapeau pour les vice-rois espagnols dans le nouveau monde. Le drapeau du Nouveau-Mexique emploie les mêmes couleurs en l'honneur de Isabelle Ire de Castille.

En 1920, les Filles de la révolution américaine pressent l'État du Nouveau-Mexique à la conception d'un drapeau :  
un concours pour la création d'un pavillon est alors organisé. Il est remporté par le docteur Harry Mera, habitant de la ville de Santa Fe. Ce docteur était un archéologue, familier avec le symbole du soleil Zia trouvé dans le territoire de Zia Pueblo, sur un vase du XIXe siècle : ce symbole a une signification sacrée pour le peuple indigène Zia. 4 est un chiffre sacré qui symbolise le Cercle de la vie : 4 vents, 4 saisons, 4 directions et 4 obligations sacrées. Le cercle lie les quatre éléments ensemble, ce qui en fait 16 au total.

## Serment d'allégeance
« Je salue le drapeau de l'État du Nouveau-Mexique et le symbole Zia de l'amitié parfaite parmi les cultures unies »